# Dasyhelea flavicauda
Dasyhelea flavicauda är en tvåvingeart som beskrevs av John William Scott Macfie 1939. Dasyhelea flavicauda ingår i släktet Dasyhelea och familjen svidknott. Inga underarter finns listade i Catalogue of Life.